# Augustin Giraud
Pour les articles homonymes, voir Giraud.
Augustin Giraud, né le 23 décembre 1796 à Angers et mort le 5 décembre 1875 à Paris, est un homme politique français.

## Biographie
Propriétaire à Angers, Giraud entra au conseil municipal de cette ville et devint maire sous la Monarchie de Juillet. Le 17 janvier 1831, il fut élu député du premier collège de Maine-et-Loire. Giraud vota avec la majorité conservatrice et obtint sa réélection, aux élections générales du 5 juillet 1831. Réélu, le 21 juin 1834, il ne cessa, jusqu'en 1837, d'opiner avec le centre. 
Le 13 mai 1849, Augustin Giraud se fit élire comme représentant de Maine-et-Loire, sur la liste des conservateurs. Il siégea à droite et s'associa à tous les votes de la majorité antirépublicaine : pour l'expédition de Rome, pour la loi Falloux-Parieu sur l'enseignement, pour la loi restrictive du suffrage universel, etc. Le coup d'État du 2 décembre 1851 le rendit à la vie privée. Il meurt le 5 décembre 1875 à Paris et est inhumé au cimetière du Père-Lachaise (68e division).
Il est le frère de Charles-Jules Giraud, député du Maine-et-Loire.

## Sources
- « Augustin Giraud », dans Adolphe Robert et Gaston Cougny, Dictionnaire des parlementaires français, Edgar Bourloton, 1889-1891 [détail de l’édition]